# Kapela sv. Katarine u Donjim Vinjanima
Kapela sv. Katarine u selu Vinjanima Donjim, Grad Imotski zaštićeno kulturno dobro.

## Opis dobra
Kapela sv. Katarine u Vinjanima Donjim podignuta je u 19. stoljeću.

## Zaštita
Pod oznakom P-5626 zavedena je kao nepokretno kulturno dobro - pojedinačno, pravna statusa preventivno zaštićena kulturnog dobra, klasificirano kao "sakralne građevine".